# Dromia
Dromia Weber, 1795 è un genere di crostacei decapodi appartenenti alla famiglia Dromiidae.

## Distribuzione e habitat
Sono diffuse in tutti gli oceani, in particolare nell'Atlantico e dalle Seychelles.

## Tassonomia
La specie tipo è Cancer personata.
In questo genere sono riconosciute 6 specie:
- Dromia bollorei Forest, 1974
- Dromia dormia (Linnaeus, 1763)
- Dromia erythropus (George Edwards, 1771)
- Dromia marmorea Forest, 1974
- Dromia nodosa A. Milne-Edwards & Bouvier, 1898
- Dromia personata (Linnaeus, 1758)